# Норкинское сельское поселение
Норкинское се́льское поселе́ние — муниципальное образование в Аргаяшском районе Челябинской области Российской Федерации.  В рамках административно-территориального устройства муниципальное образование  соответствует административно-территориальной единице Норкинский сельсовет.
Административный центр — деревня Норкино.

## История
Статус и границы сельского поселения установлены Законом Челябинской области от 12 ноября 2004 года № 292-ЗО «О статусе и границах Аргаяшского муниципального района и сельских поселений в его составе».

## Население
| 2002  | 2010  | 2011  | 2012  | 2013  | 2014  | 2015  |
| ----- | ----- | ----- | ----- | ----- | ----- | ----- |
| 2832  | ↘2730 | ↗2732 | ↗2736 | ↘2732 | ↗2765 | ↗2779 |
| 2016  | 2017  | 2018  | 2019  | 2020  | 2021  | 2023  |
| ↗2790 | ↗2813 | ↗2851 | ↘2848 | ↗2895 | ↘2836 | ↗2870 |

## Состав сельского поселения
| № | Населённый пункт | Тип населённого пункта          | Население |
| - | ---------------- | ------------------------------- | --------- |
| 1 | Бажикаева        | деревня                         | ↗1084     |
| 2 | Новая Соболева   | деревня                         | ↘729      |
| 3 | Норкино          | деревня, административный центр | ↘413      |
| 4 | Старая Соболева  | деревня                         | ↘367      |
| 5 | Суфино           | деревня                         | ↘137      |